# Miwa Jonecuová
Miwa Jonecuová (japonsky 米津 美和, * 4. prosince 1979 Ósaka) je bývalá japonská fotbalistka.

## Reprezentační kariéra
Za japonskou reprezentaci v roce 2009 odehrála 2 reprezentační utkání.

## Statistiky
| Japonsko | Japonsko | Japonsko |
| Roky     | Záp.     | Góly     |
| -------- | -------- | -------- |
| 2009     | 2        | 0        |
| Celkem   | 2        | 0        |